# Сомовское сельское поселение (Воронежская область)
Сомовское сельское поселение — муниципальное образование в Рамонском районе Воронежской области.
Административный центр — село Сомово.
Количество национальностей, населяющих территорию — 5. Язык общения русский. Удельный вес русского населения 99 %. Основным занятием населения является сельское хозяйство (личные подворья).

## География
Село Сомово расположено в центральной части Сомовского сельского поселения Рамонского муниципального района Воронежской области в 56 км. от районного центра п. Рамонь и в 48 км. от областного центра г. Воронеж. 53,08 % территории, составляют земли сельскохозяйственного назначения. Климат теплый, умеренно-засушливый, с жарким, сухим летом и умеренно-холодной зимой с устойчивым снежным покровом и хорошо выраженными переходными сезонами, частыми ветрами. Среднегодовая температура 5,4 гр.ц. Среднегодовое количество осадков 696 мм. В целом, природно-климатические условия и ресурсы благоприятны для хозяйственного, градостроительного освоения и рекреационной деятельности.

## История
Сомовский сельсовет образован решением исполкома Воронежского областного Совета депутатов трудящихся 24 декабря 1917 года.
Законом Воронежской области 23.12.2004 года № 90-03 «Об установлении границ, наделении соответствующим статусом, определении административных центров муниципальных образований Новоусманского и Рамонского районов», Сомовский сельсовет наделен статусом Сомовского сельского поселения.
Территория Сомовского сельского поселения составляют исторически сложившиеся земли сельского поселения, прилегающие к нему земли общего пользования, земли для развития сельского поселения, независимо от форм собственности и целевого назначения, находящиеся в пределах границ Сомовского сельского поселения, в том числе населенные пункты: село Сомово, село Большая Трещевка, деревня Малая Трещевка.

## Инфраструктура
На территории сельского поселения имеется спортивный зал, библиотека. Население, в основном, занято в сельском хозяйстве и личном подсобном хозяйстве.

## Административное деление
В состав поселения входят:
- село Сомово,
- село Большая Трещевка,
- деревня Малая Трещевка.

## Население
| 2010 | 2012 | 2013 | 2014 | 2015 | 2016 | 2017 |
| ---- | ---- | ---- | ---- | ---- | ---- | ---- |
| 479  | ↘445 | ↘428 | ↘409 | ↘398 | ↘391 | ↘376 |
| 2018 |      |      |      |      |      |      |
| ↘359 |      |      |      |      |      |      |

## Социальная сфера

### Образование
На территории Сомовского сельского поселения функционирует общеобразовательная школа в селе Сомово.

### Здравоохранение
На территории Сомовского сельского поселения функционирует фельдшерско-акушерский пункт, расположенный в здании школы. Также фельдшерско-акушерский пункт находится в селе Большая Трещевка.